# البطولات الوطنية الأمريكية 1915 (كرة مضرب)
قائمة بالأبطال في 1915 البطولات الوطنية الأمريكية لكرة المضرب (المعروفة الآن باسم أمريكا المفتوحة):

## الكبار

### فردي رجال
ويليام جونستن هزم  ماورايس ماكلوجلين 1-6 6-0 7-5 10-8

### فردي سيدات
مولا بجورستدت مالوري هزم  هازل هوتشكيس ويتمان 4-6, 6-2, 6-0